# Orden Georgi Dimitroff

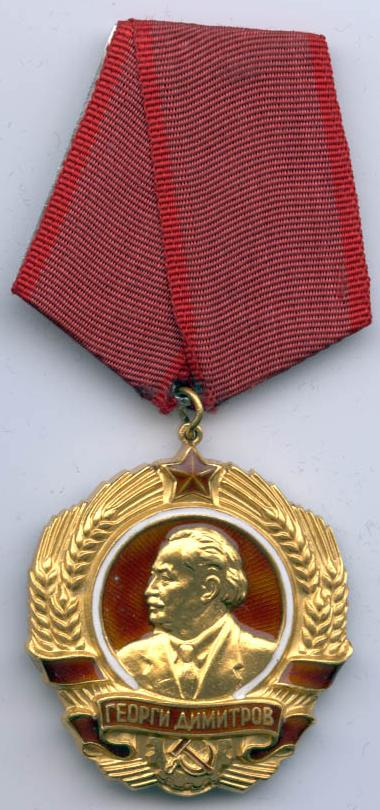

Der Orden Georgi Dimitroff (auch Orden Georgi Dimitrov geschrieben, bulgarisch Орден Георги Димитров) wurde am 17. Juni 1950 per Dekret Nr. 286 des Präsidiums der bulgarischen Nationalversammlung zum Gedenken an den bulgarischen Kommunistenführers Georgi Dimitroff gestiftet. Der Orden wurde sowohl an Bulgaren als auch an Ausländer für einzigartige Verdienste bei der Verteidigung der Freiheit und Unabhängigkeit Bulgariens sowie für herausragende Beiträge zum Aufbau des Sozialismus verliehen. Die Auszeichnung war der höchste Orden der Volksrepublik Bulgarien. Nach dem Ende des Realsozialismus wurde der Orden abgeschafft.

## Ordensklasse
Der Orden besteht lediglich aus einer Klasse.

## Ordensdekoration
Das Ordenszeichen ist eine aus Gold gefertigte Medaille, die mittig das Porträt Georgi Dimitroffs zeigt und von Weizenähren umkränzt wird. Über dem Bildnis ein fünfstrahliger, rot emaillierter Stern. Darunter ein rotes Namensband mit den kyrillischen Schriftzeichen Георги Димитров (Georgi Dimitroff) und darunter die Symbole Hammer und Sichel.

## Trageweise
Die Auszeichnung wird an einem roten Band, mit etwas helleren Randstreifen auf der linken Brustseite getragen.

## Verleihungen
Insgesamt wurde der Orden 4518-mal verliehen. Erster Träger war der Ministerpräsident Walko Tscherwenkow.